# کیج ریج چمپیونشیپس
کیج ریج چمپیونشیپس (انگلیسی: Cage Rage Championships) شرکت تبلیغات ورزشی بریتانیایی و از سازمان‌های هنرهای رزمی ترکیبی است، که در سال ۲۰۰۲ تأسیس شد.